# Krassesläktet
Ej att förväxla med släktet Krassingar (Lepidium) eller Smörgåskrasse (Lepidium sativum).
Krassesläktet (Tropaeolum) är det enda släktet inom familjen krasseväxter (Tropaeolaceae). Släktet består av cirka 95 arter som alla kommer från Central- och Sydamerika. Flera arter odlas som trädgårdsväxter i Sverige.
Släktet består av relativt köttiga klättrande eller krypande örter. Bladen är handnerviga, runda till djupt flikiga och har ett bladskaft som används som slingerorgan. Blommorna är stora och asymmetriska med fem kronblad och en sporre som bildas av fodret. Frukten är en tredelad klyvfrukt där varje del innehåller ett frö.
Alla delar av växten är ätliga och kan användas som en dekorativ ingrediens i till exempel sallad eller wokade rätter.
De omogna baljorna kan läggas in i vinäger eller ättika och användas istället för kapris men ger en intensiv krassesmak.